# النحو التوليدي
النحو التوليدي هو نظرية لغوية تعتبر قواعد اللغة بمثابة نظام من القواعد التي تولد المجموعات من الكلمات التي تشكل الجمل النحوية في لغة معينة. استخدم نعوم تشومسكي المصطلح لأول مرة في قواعد اللغة في اللغويات النظرية التي طورها في أواخر الخمسينات. وقد أطلق على اللغويين الذين يتبعون النهج التوليدي تسمية «التوليديون». وقد ركزت المدرسة التوليدية على دراسة بناء الجملة كما تناولت جوانب أخرى من بنية اللغة كالتشكل وعلم الأصوات اللغوية.
سميت الإصدارات الأولى لنظرية تشومسكي بقواعد اللغة التحويلية أو النحو التوليدي التحويلي، وهو مصطلح لا يزال يستخدم ليشمل نظرياته اللاحقة،  أحدث تلك النظريات هي ما يُعرف البرنامج الأدنوي (minimalist program) والتي يرى فيها تشومسكي وغيره من أخصائيي التوليد بأن العديد من خصائص القواعد النحوية تنشأ من قواعد عامة متأصلة في دماغ الإنسان، بدلاً من التعلم من البيئة المحيطة.
النهج الآخر المعاكس للنحو التوليدي هو القواعد النحوية المقيدة. حيث تحاول القواعد النحوية التأسيسية ذكر جميع القواعد التي يُمكن أن تؤدي إلى تكوين كل الجمل المتقنة، وبذلك لا تسمح القواعد النحوية المقيدة بكل ما يخالف القيود. من أنظمة القواعد التي تنتمي للنحو المقيد القواعد الوظيفية المعجمية والقواعد النحوية والنحوية العلائقية وقواعد الارتباط. أما في القواعد العشوائية، فيتم أخذ الدقة النحوية كمتغير احتمالي، بدلاً من اعتبارها خاصية تصنف بـ (نعم أو لا).

## إطارات عمل النحو التوليدي
هناك عدد من الطرق المختلفة لقواعد اللغة التوليدية. من الأمور المشتركة بين جميعها هو ما ينصب على التوصل إلى مجموعة من القواعد أو المبادئ التي تحدد بشكل رسمي جميع التعابير الواردة في التعابير المتقنة للغة طبيعية معينة. وقد ارتبط مصطلح القواعد التوليدية بمدارس اللغويات التالية:
- القواعد التحويلية (TG) وتشمل كل من النظرية المعيارية (ST)، والنظرية المعيارية الموسعة (EST)، والنظرية المعيارية الموسعة المنقحة (REST)، ونظرية المبادئ والمعايير (P&P) والتي تشمل بدورها كل من نظرية الحكومة والربط (GB) والبرنامج الأدنوي.
- قواعد أحادية (أو غير تحويلية) وتشمل كل من القواعد العلائقية (RG)، قواعد المعجم الوظيفية (LFG)، قواعد بنية العبارة العامة (GPSG)، قواعد بنية العبارة الموجهة رأسياً (HPSG)، القواعد الفئوية، وقواعد الأشجار المجاورة.

### التطور التاريخي لنماذج النحو التحويلي
على الرغم من أن ليونارد بلومفيلد (الذي يرفض تشومسكي أعماله) كان قد رأى النحوي الهندي القديم (باشيني) كسلف للبنيوية،  غير أن تشومسكي صرح في خطاب تسلمه لإحدى الجوائز في الهند عام 2001 أن «أول قواعد نحوية بالمعنى الحديث، كانت قواعد بانيني».
لقد تم تطوير قواعد اللغة التوليدية في أواخر الخمسينيات من القرن الماضي، وقد شهدت العديد من التغييرات في أنواع القواعد والتمثيلات المستخدمة للتنبؤ بالنحوية. عند تتبع التطور التاريخي للأفكار ضمن القواعد النحوية، من المفيد الإشارة إلى المراحل المختلفة في تطور النظرية أدناه.

#### النظرية المعيارية (1957-1965)
تتوافق النظرية المعروفة بالنظرية المعيارية مع النموذج الأصلي للقواعد التوليدية التي وضعها تشومسكي في عام 1965.
يتمثل الجانب الأساسي للنظرية المعيارية في التمييز بين تمثيلين مختلفين للجملة، يطلق عليهما التركيب العميق والبنية السطحية. يرتبط التمثيلان مع بعضهما البعض بواسطة القواعد التحويلية.

#### النظرية المعيارية الموسعة (1965-1973)
تمت صياغة النظرية المعيارية الموسعة في أواخر الستينيات وأوائل السبعينيات. ومن ميزاتها:
- القيود النحوية
- التراكيب المعممة للعبارات

#### النظرية المعيارية الموسعة المنقحة (1973-1976)
تمت صياغة النظرية المعيارية الموسعة المنقحة بين عامي 1973 و1976. وهي تضم التعديلات الآتية:
- القيود المفروضة على نظرية الشريط س (التراكيب المعممة للعبارات).
- افتراض الموقف المكمل (complementizer position).
- نقل معامل α.

#### النحو العلائقي (حوالي 1975 - 1990)
نموذج بديل من بناء الجملة يعتمد على فكرة أن مفاهيم مثل الموضوع والكائن المباشر والكائن غير المباشر تلعب دورًا رئيسيًا في القواعد.

#### نظرية الحكومة والترابط (1981-1990)
محاضرات جومسكي عام 1981Chomsky's Lectures on Government and Binding (1981) and Barriers (1986).

## القواعد الخالية من السياق
يمكن وصف القواعد النحوية التوليدية ومقارنتها بمساعدة طبقات اللغة الصورية لتشومسكي (الذي اقترحه في الخمسينيات). يحدد هذا سلسلة من أنواع قواعد اللغة الرسمية مع زيادة القوة التعبيرية. ويرى تشومسكي أن الأنواع البسيطة من القواعد القواعد المنتظمة ليست كافية لنمذجة لغة الإنسان، بسبب طبيعة اللغات البشرية في دمج الجمل مع بعضها.
أعلى مستويات التعقيد، تتمثل بالقواعد النحوية الخالية من السياق (النوع 2). الاشتقاق من الجملة عبر هذا النحو يمكن أن يصور كشجرة اشتقاق. غالباً ما يرى التوليديون هذه الأشجار عنصراً أساسياً للدراسة. وفقًا لذلك، فإن الجملة ليست مجرد سلسلة من الكلمات. بل هي، مكونات تجمع الكلمات المتجاورة، والتي يمكن بعد ذلك دمجها مع كلمات أو مكونات أخرى لإنشاء بنية شجرة هرمية.
اشتقاق تركيب شجري للجملة «أكل الكلب العظم» تُعرض كما يلي: ال التعريف والاسم «الكلب» يُجمعان سويا لتكوين عبارة  الكلب، وهكذا مع «العظم».أما الفعل فيتحد مع عبارة الاسم الثانية (في الإنجليزية) العظم، لإنشاء عبارة الفعل التي  تكون «أكل العظم». وأخيرًا، تتحد عبارة الاسم الأول، الكلب، مع عبارة الفعل، لإكمال الجملة: أكل الكلب العظم . يوضح مخطط الشجرة التالي هذا الاشتقاق والبنية الناتجة:
وتجدر الإشارة بأن تشومسكي يرى بأن قواعد بناء جملة الجمل هذه غير كافية لوصف اللغات الطبيعية، وصياغة نظام أكثر تعقيدًا من قواعد اللغة التحويلية.